# خوراک وب

نشان جاافتادهٔ خوراک

خوراک وب یا به اختصار خوراک (به انگلیسی: Web feed) یا فید یک قالب داده است که به کاربران اجازه می‌دهد محتویاتی که مرتباً به‌روز می‌شوند را به‌راحتی پیگیری نمایند.
به‌صورت معمولی چگونگی کاربرد یک خوراک بدین‌گونه‌است که تولیدکنندگان محتوا، یک پیوند به کاربر می‌دهند تا کاربر با معرفی پیوند به برنامهٔ خوراک‌خوان خود، هنگام به‌روز شدن خوراک، درونمایه‌های تازه‌ای که به خوراک افزوده شده‌است را دریافت کند.
هم‌اکنون بسیاری از وبلاگ‌ها و تارنماها، خوراک اختصاصی خود را پخش می‌کنند.

## سودها
پیگیری محتوا به‌دست خوراک، نسبت به پیگیری به‌وسیلهٔ ایمیل فوایدی دارد که در زیر به بخشی از آن اشاره می‌کنیم.
- نیازی نیست تا کاربر نشانی رایانامهٔ خود را در اختیار فرد دیگری قرار دهد، از این رو می‌تواند از هرزنامه‌ها، ویروس‌ها و دیگر خطرات افشا شدن رایانامه در امان بماند.
- اگر کاربر بخواهد از دریافت درونمایهٔ تازه خودداری کند نیازی نیست تقاضای «لغو عضویت» بفرستد، بلکه به سادگی می‌تواند خوراک مورد نظر را از خوراک‌خوان خود پاک کند.
- نوشته‌های به‌روز شدهٔ خوراک‌ها در دسته‌بندی‌های جداگانه قرار می‌گیرند و هر خوراک دسته‌بندی ویژهٔ خود را داراست که از این دید نسبت یک رایانامه که نامه‌های رسیده بدون دسته‌بندی در یک فضای بزرگ صندوق‌های وارده قرار می‌گیرند برتری محسوسی دارد.

## خوراک‌خوان‌ها
- از خوراک خوان‌های اینترنتی می‌توان به گوگل ریدر و Bloglines اشاره کرد.
- یکی از مشهورترین خوراک‌خوان‌های بر پایه میزکار هم FeedDeamon است.

همچنین برخی از مرورگرها مانند اپرا، فایرفاکس و اینترنت اکسپلورر ۷ سافاری به‌صورت توکار از این امکان بهره‌مند هستند.

## تعریف تخصصی
خوراک یک سند (اغلب بر پایهٔ ایکس‌ام‌ال) است که شامل گزینه‌های کوتاه درونمایه به‌همراه یک پیوند به نسخه بلندتر آن‌ها است.
دو نوع اصلی خوراک، آراس‌اس و اتم می‌باشند.
هم‌اکنون وب‌نوشت‌ها و وبگاه‌های خبری، منابع اصلی خوراک‌ها به‌شمار می‌روند، همچنین خوراک‌ها برای پیگیری وضعیت آب‌وهوا، فهرست‌های برترین‌ها و آخرین نتایج جستجو نیز کاربرد دارند.